# Cherhill
Cherhill es una localidad situada en Wiltshire, Inglaterra (Reino Unido). Según el censo de 2021, tiene una población de 580 habitantes.
Es parte de la parroquia civil de Cherhill & Yatesbury.
Está situada al este de la región del Sudoeste de Inglaterra, cerca de la frontera con la región del Sudeste de Inglaterra, de la ciudad de Trowbridge y de los restos arqueológicos de Stonehenge y Avebury.